# بشملة بيضاوية
بشملة بيضاوية (الاسم العلمي:Eriobotrya obovata) هي نوع من النباتات تتبع جنس البشملة من الفصيلة الوردية. تم وصف هذا النوع من النبات علمياً لأول مرة من قبل جيمس إدوارد سميث ووليام رايت سميث سنة 1917.